# 19126 Оттоган
19126 Оттоган (19126 Ottohahn) — астероїд головного поясу, відкритий 22 серпня 1987 року.
Тіссеранів параметр щодо Юпітера — 3,390.